# Самутпракан
Самутпракан (тайск. สมุทรปราการ) — город в Таиланде, столица одноимённой провинции.

## География
Город находится в 25 км к югу от центра Бангкока на берегах реки Чаупхрая.

## Население
По состоянию на 2015 год население города составляет 51 504 человека. Плотность населения — 7026 чел/км². Численность женского населения (51,1 %) превышает численность мужского (48,9 %).